# Photostomias goodyeari
Photostomias goodyeari és una espècie de peix de la família dels estòmids i de l'ordre dels estomiformes.

## Morfologia
- Els mascles poden assolir 17,5 cm de longitud total.[1]

## Hàbitat
És un peix marí i d'aigües profundes que viu entre 85-2.000 m de fondària.

## Distribució geogràfica
Es troba a les aigües tropicals i subtropicals de l'Atlàntic nord, incloent-hi el Golf de Mèxic.